# Raphaël Aubert
 (janvier 2021).
Pour les articles homonymes, voir Aubert.
Raphaël Aubert, né le 16 août 1953 à Lausanne, d'origine vaudoise, est un écrivain et journaliste suisse.

## Biographie
Fils du peintre Pierre Aubert, Raphaël Aubert fait des études de lettres (langues orientales) et de théologie à l'université de Lausanne et à Paris, avant d'opter pour le journalisme. Il travaille quelques années dans la presse écrite puis entre à la Radio suisse romande devenue la Radio télévision suisse. Il y demeure jusqu'à sa retraite en 2014. En tant que journaliste, il effectue de fréquents séjours en Russie, dans les pays de l'Est, au Proche-Orient et en Asie.
Raphaël Aubert débute en littérature en 1975 par un recueil de poèmes Proche de l'argile, ou la remontée. Il publie ensuite plusieurs essais, notamment sur André Malraux, L'absolu et la métamorphose (1972), Malraux ou la lutte avec l'ange (2001), il écrit sur Salman Rushdie, L'affaire Rushdie (1990), ainsi que sur le peintre Balthus, Balthus, l'antimoderne (2019). Il publie également des romans, La Bataille de San Romano (1993), La Terrasse des éléphants (2009), Qu'une seule âme sur la terre (2022). En 2009 paraît aux éditions de l'Aire son Journal de l'année 2008, Chronique des treize lunes, un autre volume, Cet envers du temps, suit en 2014.
Membre de l'Association vaudoise des écrivains et de la SGDL, la Société des gens de lettres, Raphaël Aubert fait régulièrement des lectures et donne des conférences. Collaborateur du cercle d'études Recherche et information André Malraux, il est l'un des auteurs du Dictionnaire Malraux (Paris, CNRS éditions, 2011,  (ISBN 978-2-271-06902-3). Il est membre de la fondation Pierre Aubert.

## Publications

### Romans et récits
- Qu'une seule âme sur la terre, roman, Paris, Buchet/ Chastel, 2022  (ISBN 978-2-283-03552-8)
- La Dame au chapeau rose, nouvelle, Vevey, Éditions de l'Aire, 2022  (ISBN 9-782889-562589)
- Sous les arbres et au bord du fleuve & autres récits, Vevey, Éditions de l'Aire, 2021  (ISBN 9782889 562091)
- La Terrasse des éléphants, roman, Vevey, Éditions de l'Aire, 2009, 2011  (ISBN 9782881088940)
- La Bataille de San Romano, roman, Vevey, Éditions de l'Aire, 1993, 2006  (ISBN 2-88108-769-8)

### Monographies et essais
- Aubert. Le noir est aussi une couleur, Paris/Gollion, Infolio, 2024,  (ISBN 978-2-88968-136-5)
- Balthus, l'antimoderne, Paris/Gollion, Infolio, 2019  (ISBN 978-2-88474-430-0)
- Le Voyage à Paris. Un carnet de Pierre Aubert, Lausanne, art&fiction, 2017  (ISBN 9782940570256), réédition 2024  (ISBN 9782889640744)
- Malraux & Picasso Une relation manquée, Paris/ Gollion, Infolio, 2013  (ISBN 9782884748926)
- Le Paradoxe Balthus, Paris, Éditions de la Différence, 2005  (ISBN 9782729115852)
- Malraux ou la Lutte avec l'ange. Art, histoire et religion, Genève, Labor et Fides, 2001  (ISBN 2-8309-1026-5)
- La Tentation de l'Est. Religion, pouvoir et nationalismes, essai, Genève, Labor et Fides, 1991  (ISBN 2830906357)
- L'Affaire Rushdie. Islam, identité et monde moderne, essai, Paris, Éditions du Cerf, 1990  (ISBN 9782204041935)

### Chroniques
- Cet envers du temps. Journal 2013, Vevey, Éditions de l'Aire, 2014  (ISBN 9782940537204)
- Chronique des treize lunes. Journal 2008, Vevey, Éditions de l'Aire, 2009  (ISBN 2-88108-893-7)

### Préfaces
- Et Saint-Gingolph brûlait de Henri Debluë, Vevey, Éditions de l'Aire, 2023  (ISBN 9782889561834)
- Une ombre au tableau suivi d'Écoute de Carole Dubuis, Montreux, Les Éditions Romann, 2019  (ISBN 9782940647002)
- Carabas de Jacques Chessex, Vevey, Éditions de l'Aire, 2016  (ISBN 9782940586639)
- Russie de Jacques Rivière, Vevey, Éditions de l'Aire, 1995  (ISBN 9782881083754)

## Récompenses et distinctions
- En 1994, il est l'un des auteurs finalistes du Premio Letterario Manzoni-Nabokov, Stresa.
- En 2013, la BCU, la Bibliothèque cantonale et universitaire de Lausanne, lui consacre une exposition, Raphaël Aubert. Une écriture du monde[1].
- En 2014, la Fondation vaudoise pour la culture lui décerne le prix culturel vaudois de Littérature[2].
- En 2015, il est nommé  Chevalier de l'ordre des Arts et des Lettres par Fleur Pellerin, ministre française de la culture et de la communication[3].